# Zakład Karny w Nowym Wiśniczu

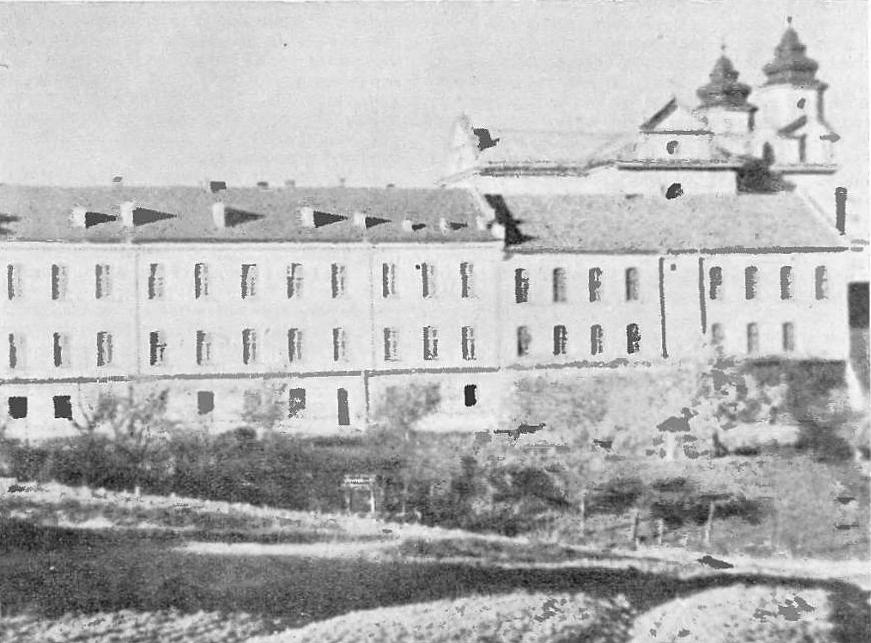
Więzienie przed 1937 rokiem

Zakład Karny w Nowym Wiśniczu – polski zamknięty zakład karny dla recydywistów, położony w miejscowości Leksandrowa. Zakład podlega dyrektorowi okręgowemu Służby Więziennej w Krakowie. Posiada obecnie 678 miejsc dla penitencjariuszy, a pełni w nim służbę 146 funkcjonariuszy oraz 30 pracowników cywilnych. W zakładzie prowadzone są również oddziały:
- terapeutyczny dla skazanych uzależnionych od alkoholu,
- półotwarty dla recydywistów.

## Historia
W 1783 cesarz Józef II dekretem zlikwidował klasztor karmelitów bosych, zamieniając kompleks klasztorny na sąd karny i ciężkie więzienie, w którym kary odsiadywali przede wszystkim zwykli kryminaliści oraz tatrzańscy zbójnicy. W latach późniejszych do więzienia trafiali również więźniowie polityczni – uczestnicy organizacji narodowowyzwoleńczych.
Jednostka służyła C. K. Sądowi Kryminalnemu, potem Zakładowi Karnemu, następnie Zakładowi Pracy krakowskiego obszaru administracyjnego. W 1867 został ustanowiony Zakład Karny dla męskich skazańców w obszarze właściwości C. K. Wyższego Sądu Krajowego i 25 czerwca 1868 otwarty. Od początku istnienia do około 1874 komisarzem domu był kierownik C. K. Sądu Powiatowego w Wiśniczu, Paweł Mossor.
W 1919 roku więzienie pozostawało pod zarządem wojskowym. Internowano w nim jeńców wojennych. 30 czerwca tego roku minister spraw wojskowych wyznaczył więzienie jako czasowy, centralny Wojskowy Zakład Karny oraz polecił przenieść do niego wszystkich więźniów wojskowych, skazanych prawomocnymi wyrokami sądów wojskowych na karę więzienia przekraczającą dwa miesiące. Dowództwa okręgów wojskowych w porozumieniu z Dowództwem Zakładu Karnego miały przekazać więźniów w terminie do 1 sierpnia. Dowództwo Okręgu Generalnego Kraków w terminie do 15 lipca miało przenieść z więzienia jeńców wojennych, natomiast Departament Wojskowo-Prawny Ministerstwa Spraw Wojskowych miał opracować tymczasowy regulamin wewnętrzny Wojskowego Zakładu Karnego w Wiśniczu.
Po opanowaniu Polski przez Niemców więzienie zostało wykorzystane jako obóz do czasu założenia obozu w Auschwitz. Kościół został rozebrany, a budulec z niego wywieziony do Krzeszowic.
W nocy z 26 na 27 lipca 1944 została przeprowadzona, przez oddział dywersyjny I Batalionu 12 Pułku Piechoty Armii Krajowej z Placówki „Łosoś” w Lipnicy Murowanej, jedna z największych akcji na więzienie w Nowym Wiśniczu, mająca na celu jego zdobycie i uwolnienie więźniów politycznych w przeddzień ich odtransportowania do obozu w Auschwitz. W wyniku akcji więzienie zostało całkowicie opanowane. Uwolniono 128 więźniów politycznych oraz zdobyto 3 karabiny maszynowe, 5 automatów MP, około 50 karabinów, 12 pistoletów, około 200 granatów ręcznych, kilka tysięcy sztuk amunicji i inny sprzęt wojskowy. W akcji brało udział 36 żołnierzy AK, z czego tylko 6 działało jako grupa szturmowa wewnątrz więzienia. Akcją dowodził por. Józef Wieciech ps. „Tamarow”.
Dnia 3 lutego 2020 roku miało miejsce uroczyste otwarcie nowego pawilonu, w którym będzie można osadzić 240 dodatkowych więźniów. W nowym pawilonie znajduje się 60 czteroosobowych cel. Pojemność całego zakładu karnego wzrosła z 438 do 678 osadzonych. Inwestycja rozpoczęła się w 2017 roku i trwała 2 lata.